# Werner Jannicke
Werner Jannicke (* 27. Oktober 1919 in Berlin; † 15. Mai 1995 ebenda) war ein deutscher Politiker (SPD).
Werner Jannicke besuchte ein Gymnasium und legte das Abitur ab. Er musste zum Reichsarbeitsdienst und wurde anschließend von der Wehrmacht eingezogen. Nach dem Zweiten Weltkrieg arbeitete er ab 1946 als Angestellter beim Bezirksamt Wedding und trat im selben Jahr der SPD bei. 1949 wurde er persönlicher Referent des späteren Senators Paul Hertz. Bei der Berliner Wahl 1948 wurde Jannicke in die Bezirksverordnetenversammlung im Bezirk Wedding gewählt, nach der folgenden Wahl 1950 wurde er dort Vorsitzender der SPD-Fraktion. Bei der Wahl 1963 wurde er in das Abgeordnetenhaus von Berlin gewählt, nach der folgenden Wahl 1967 wurde er stellvertretender Fraktionsvorsitzender. Im Februar 1974 musste er aus dem Parlament ausscheiden, da er als Aufsichtsrat einer Baufirma eine unrichtige Bilanz unterschrieben hatte. Sein Nachrücker im Abgeordnetenhaus wurde daraufhin Hans Zahrt.